# 白花点地梅
白花点地梅（学名：Androsace incana），为报春花科点地梅属下的一个种。

## 扩展阅读
維基物種上的相關：白花点地梅